# Коні-Айленд (Міссурі)
Коні-Айленд (англ. Coney Island) — селище (англ. village) в США, в окрузі Стоун штату Міссурі. Населення — 47 осіб (2020).

## Географія
Коні-Айленд розташоване за координатами 36°35′36″ пн. ш. 93°23′50″ зх. д. / 36.59333° пн. ш. 93.39722° зх. д. (36.593210, -93.397142).  За даними Бюро перепису населення США в 2010 році селище мало площу 0,17 км², уся площа — суходіл.

## Демографія
Згідно з переписом 2010 року, у селищі мешкало 75 осіб у 40 домогосподарствах у складі 28 родин. Густота населення становила 452 особи/км².  Було 96 помешкань (579/км²).
Расовий склад населення:
| - 97,3 % — білих - 1,3 % — корінних американців - 1,3 % — чорних або афроамериканців |

До двох чи більше рас належало 0,0 %. Частка іспаномовних становила 0,0 % від усіх жителів.
За віковим діапазоном населення розподілялося таким чином: 4,0 % — особи молодші 18 років, 54,7 % — особи у віці 18—64 років, 41,3 % — особи у віці 65 років та старші. Медіана віку мешканця становила 63,4 року. На 100 осіб жіночої статі у селищі припадало 97,4 чоловіків;  на 100 жінок у віці від 18 років та старших — 100,0 чоловіків також старших 18 років.
Середній дохід на одне домашнє господарство  становив 76 644 долари США (медіана — 36 429), а середній дохід на одну сім'ю — 90 877 доларів (медіана — 37 500). 
Цивільне працевлаштоване населення становило 14 особи. Основні галузі зайнятості: освіта, охорона здоров'я та соціальна допомога — 50,0 %, мистецтво, розваги та відпочинок — 21,4 %, роздрібна торгівля — 14,3 %.